# Qutun (köpinghuvudort i Kina, Henan Sheng, lat 33,04, long 112,03)
Qutun är en köpinghuvudort i Kina. Den ligger i provinsen Henan, i den centrala delen av landet, omkring 240 kilometer sydväst om provinshuvudstaden Zhengzhou. Antalet invånare är 24 109. Befolkningen består av 11 818 kvinnor och 12 291 män. Barn under 15 år utgör 25,0 %, vuxna 15-64 år 64 %, och äldre över 65 år 10,0 %.
Runt Qutun är det tätbefolkat, med 530 invånare per kvadratkilometer. Närmaste större samhälle är Shifosi, 12,9 km öster om Qutun. Trakten runt Qutun består till största delen av jordbruksmark.
Genomsnittlig årsnederbörd är 843 millimeter. Den regnigaste månaden är augusti, med i genomsnitt 143 mm nederbörd, och den torraste är januari, med 7 mm nederbörd.